# Nelson Anaya Barreto
Nelson Anaya Barreto (Medellín siglo XX -Medellín 26 de septiembre de 1983) fue un abogado y periodista colombiano. Asesinado por el Cartel de Medellín.

## Biografía
Abogado de la Facultad de Derecho y Ciencias Políticas de la Universidad Pontificia Bolivariana. Fue columnista en El Colombiano y El Espectador, en sus columnas denuncio el narcotráfico y su intromisión en la sociedad, además de sus vínculos con el Estado Colombiano.

## Asesinato
Fue asesinado por sicarios en Medellín. Su muerte no fue esclarecida.